# Simón Bolívar (Santa Elena)
Simón Bolívar, auch als Julio Moreno bekannt, ist eine Ortschaft und eine Parroquia rural („ländliches Kirchspiel“) im Kanton Santa Elena der ecuadorianischen Provinz Santa Elena. Die Parroquia besitzt eine Fläche von 572,6 km². Die Einwohnerzahl lag im Jahr 2010 bei 3296. Namensgeber der Parroquia war Simón Bolívar, ein südamerikanischer Unabhängigkeitskämpfer.
Die Parroquia umfasst 6 Kommunen und 3 Recintos: La Barranca de Julio Moreno, Juntas del Pacífico - La Frutilla, Limoncito, Bellavista del Cerro - Santa Ana, Sacachún, Sube und Baja e Íceras.

## Lage
Die Parroquia Simón Bolívar liegt zentral auf der Santa-Elena-Halbinsel und erstreckt sich über den Nordosten der Provinz Santa Elena. Im Nordosten verläuft der Höhenzug Cordillera Chongón Colonche. Der Hauptort befindet sich 50 km westlich der Großstadt Guayaquil.
Die Parroquia Simón Bolívar grenzt im Süden an die Parroquia Chanduy, im Westen und im Nordwesten an die Parroquia Colonche, im Nordosten an die Parroquia Sabanilla (Kanton Pedro Carbo) und an den Kanton Isidro Ayora sowie im Osten an den Kanton Guayaquil.